# Thomas-Gleithörnchen
Das Thomas-Gleithörnchen (Aeromys thomasi) ist eine Hörnchenart aus der Gattung der Schwarzen Gleithörnchen (Aeromys). Der Artname bezieht sich auf den englischen Zoologen Oldfield Thomas.

## Merkmale
Weibchen des Thomas-Gleithörnchens erreichen eine Kopf-Rumpf-Länge von 343,3 mm, eine Schwanzlänge von 410 mm und ein Gewicht von 1117 g. Bei den Männchen wurde eine Kopf-Rumpf-Länge von 300 mm und eine Schwanzlänge von 370 mm gemessen. Die Art ist größer als ihr nächster Verwandter, das Schwarze Gleithörnchen (Aeromys tephromelas), jedoch ähnlich gefärbt. Die Fellfärbung ist einfarbig dunkelbraun oder schwarz.

## Verbreitung

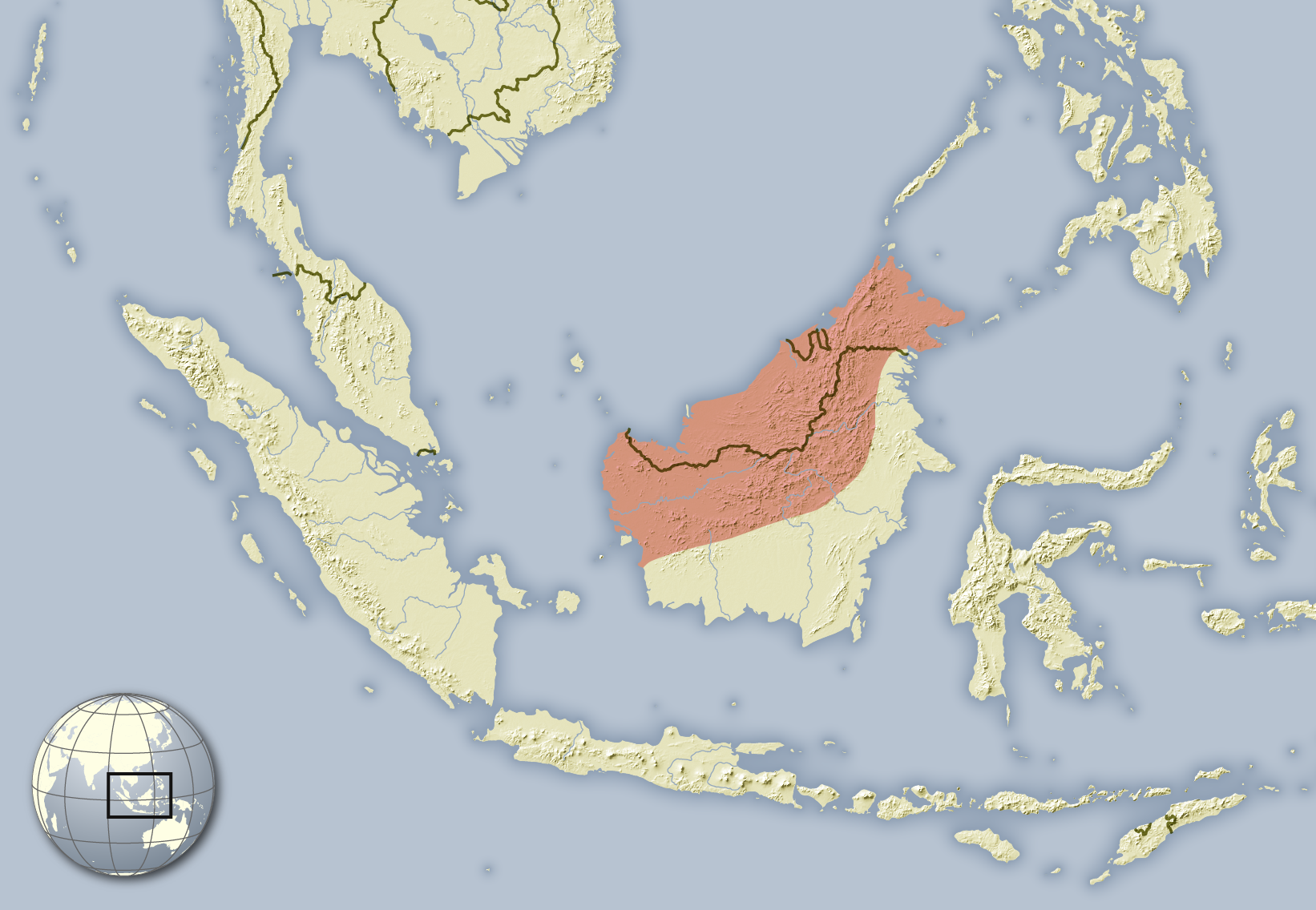
Verbreitungsgebiet des Thomas-Gleithörnchens

Das Thomas-Gleithörnchen kommt auf dem größten Teil der Insel Borneo vor, außer im Südosten.

## Lebensraum
Das Thomas-Gleithörnchen bewohnt Tieflandwälder sowie Wälder in den mittleren Höhenlagen der Bergregionen.

## Lebensweise
Die Art ist ein nachtaktiver Fruchtfresser. Mehr ist über ihre Lebensweise nicht bekannt.

## Status
Die IUCN klassifiziert das Thomas-Gleithörnchen in die Kategorie „ungefährdet“ (Least Concern). Obwohl keine zuverlässigen Informationen über den Bestand vorliegen, geht wahrscheinlich eine Gefährdung durch Lebensraumverlust aus.